# Густишев, Дмитрий Иванович
Дмитрий Иванович Густишев (26 ноября 1887 года, дер. Торопчино, Сычёвский уезд, Смоленская губерния — 10 октября 1957 года) — советский военный деятель, генерал-майор (4 июня 1940 года).

## Начальная биография
Дмитрий Иванович Густишев родился 26 ноября 1887 года в деревне Торопчино Сычёвского уезда Смоленской губернии.
Работал литейщиком на заводе «Гужон» в Москве.

## Военная служба

### Первая мировая и гражданская войны
8 ноября 1908 года призван в ряды Русской императорской армии и направлен рядовым в Уланский Его Величества лейб-гвардии полк, дислоцированный в Варшаве. 19 октября 1909 года окончил учебную команду при этом же полку, после чего служил младшим и старшим унтер-офицером и 5 апреля 1910 года уволен в запас.
22 июля 1914 года Д. И. Густишев вновь был призван в ряды Русской императорской армии и направлен в Уланский Его Величества лейб-гвардии полк, после чего принимал участие в боевых действиях на Западном фронте и за боевые отличия награждён четырьмя Георгиевскими крестами и четырьмя Георгиевскими медалями, а 6 мая 1915 года произведён в подпрапорщики. С февраля 1915 года состоял в маршевом эскадроне и команде выздоравливающих лейб-гвардии Уланского запасного кавалерийского полка, дислоцированного в Петрограде, в составе которого принимал участие в ходе Февральской революции. 5 апреля 1917 года Д. И. Густишев по состоянию здоровья уволен со службы с должности вахмистра, после чего вернулся на родину.
25 ноября 1917 года вступил рядовым бойцом в красногвардейскую гаубичную батарею в Москве.
10 марта 1918 года Д. И. Густишев переведён в 49-й кавалерийский полк, в составе которого назначен на должность начальника пулемёта, после чего принимал участие в боевых действиях против польских войск в районе Осиповичей и Минска. В августе того же года 49-й кавалерийский полк передислоцирован в район Екатеринослав, после чего Д. И. Густишев служил старшиной гаубичной батареи, помощником командира и командиром эскадрона в составе 52-й стрелковой дивизии участвовал в ходе боёв против войск под командованием генерала П. Н. Врангеля и вооружённых формирований под руководством Н. И. Махно.
В мае 1921 года назначен на должность командира 49-го кавалерийского полка в составе 9-й Крымской кавалерийской дивизии и в период с ноября по декабрь 1922 года, находясь на должностях командира полка и врид командира 2-й кавалерийской бригады, принимал участие в боевых действиях против вооружённых формирований Ю. Тютюнника в районе населённых пунктов Белая Церковь, Мижиричь и Тальное.

### Межвоенное время

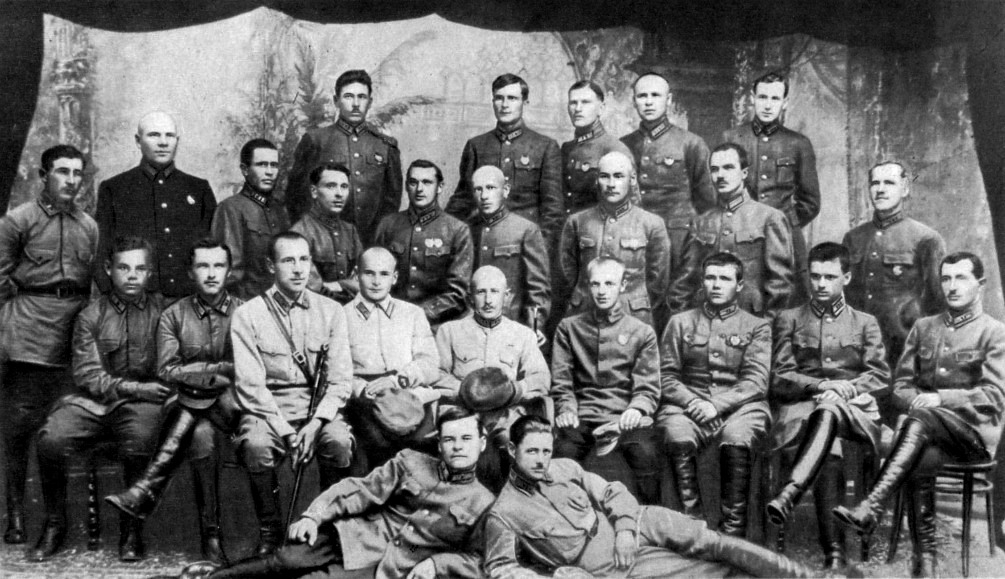
Слушатели Кавалерийских курсов усовершенствования командного состава РККА (ККУКС) 1924/25. Густишев стоит второй слева.

После окончания военных действий Д. И. Густишев до 1929 года служил в составе 9-й Крымской кавалерийской дивизии на должностях командира 2-й кавалерийской бригады, командира 49-го кавалерийского полка и командира 1-й кавалерийской бригады. В 1925 году окончил кавалерийские курсы усовершенствования командного состава в Ленинграде.
В мае 1929 года назначен на должность командира 13-го кавалерийского полка (3-я Бессарабская кавалерийская дивизия), дислоцированного в Бердичеве. В 1930 году окончил кавалерийские курсы усовершенствования командного состава РККА в Новочеркасске. В июле 1933 года назначен на должность помощника командира 3-й кавалерийской дивизии.
В январе 1935 года Д. И. Густишев направлен на учёбу на особый факультет Военной академии имени М. В. Фрунзе, после окончания которого в ноябре 1936 года назначен на должность помощника командира 1-й кавалерийской дивизии (1-й конный корпус, Киевский военный округ), дислоцированной в городе Проскуров, в июле 1937 года — на должность командира 2-й кавалерийской дивизии (4-й кавалерийский корпус), дислоцированной в Староконстантинове, в июле 1938 года — на должность помощника командира 5-го кавалерийского корпуса, в октябре 1939 года — на должность начальник снабжения Армейской кавалерийской группы войск Киевского военного округа, в декабре 1939 года — на должность командира 5-го кавалерийского корпуса, а в июне 1940 года — на должность начальника снабжения Северокавказского военного округа.
20 марта 1941 года принимал участие в торжественном возвращении Венгрии 56 знамён венгерской армии, захваченных русской армией при подавлении венгерского национально-освободительного восстания 1848—1849 годов.
С февраля 1941 года генерал-майор Д. И. Густишев находился в распоряжении Главного управления кадров НКО СССР и в марте назначен военным комендантом Москвы, а в мае того же года — на должность заместителя командира 4-го кавалерийского корпуса (Среднеазиатский военный округ).

### Великая Отечественная война
С началом войны находился на прежней должности.
В августе 1941 года назначен командиром 81-й кавалерийской дивизии, однако в мае 1942 года «за упущения по службе и низкие организаторские качества» освобождён от занимаемой должности, после чего находился в распоряжении Военного совета Среднеазиатского военного округа, с 30 июля — в резерве инспектора кавалерии Северо-Западного фронта, а с 3 ноября — в распоряжении Военного совета Сталинградского фронта. В период с 5 декабря по 12 января 1943 года выполнял задания Военного совета Сталинградского фронта по переправе на правый берег Волги новых воинских соединений и вскоре назначен на должность начальника Автомобильного управления Южного фронта, после чего принимал участие в ходе Ростовской наступательной операции вплоть до выхода к реке Миус. В апреле 1943 года генерал-майор Д. И. Густишев освобождён от должности, после чего находился в распоряжении Главного управления кадров НКО СССР.
10 июня 1943 года назначен заместителем командира 9-го гвардейского стрелкового корпуса, который принимал участие в Орловской наступательной операции, освобождении Левобережной Украины, битве за Днепр, Полесской, Белорусской, Минской, Люблин-Брестской, Рижской, Варшавско-Познанской, Восточно-Померанской и Берлинской наступательных операций.

### Послевоенная карьера
В июле 1945 года назначен на должность коменданта города Галле.
Генерал-майор Дмитрий Иванович Густишев с 14 августа 1945 года находился в распоряжение Главного управления кадров и 12 июня 1946 года вышел в отставку. Умер 10 октября 1957 года.

## Награды
СССР
- Орден Ленина (21.02.1945);
- Три ордена Красного Знамени (??.04.1922, 30.10.1943, 03.11.1944);
- Орден Суворова 2 степени (31.05.1945);
- Орден Кутузова 2 степени (06.04.1945);
- Орден Отечественной войны 2 степени (20.07.1944);
- Орден Красной Звезды (??.02.1938);
- Медали.

Российская империя
- Четыре Георгиевских креста[1];
- Четыре Георгиевских медали[1].

## Воинские звания
- Комбриг (17 февраля 1938 года);
- Комдив (23 октября 1939 года);
- генерал-майор (4 июня 1940 года).

## Публикации
- Густишев Д. Оборона кавдивизией речных преград // Красная конница. — 1939. — № 7. — С. 31—36[3].